# Batroc il Saltatore
Batroc il Saltatore (Batroc the Leaper), il cui vero nome è Georges Batroc, è un personaggio dei fumetti, creato da Stan Lee (testi), Jack Kirby (schizzi) e Dick Ayers (matite), pubblicato dalla Marvel Comics. È apparso la prima volta in Tales of Suspense (vol. 1) n. 75 (marzo 1966).
Mercenario francese con un particolare senso dell'onore, è un esperto di savate (uno sport da combattimento simile alla kickboxing) e viene descritto come un simpatico criminale che ama il guadagno facile e misurarsi con combattenti esperti, piuttosto che come pericoloso avversario.

## Biografia del personaggio
Georges Batroc nasce a Marsiglia, in Francia, e presto si arruola nella legione straniera, dove diviene un esperto di savate e, combinata quest'arte marziale con doti acrobatiche fuori dal comune, decide di usare questo suo particolare talento per divenire un mercenario pronto a vendere le proprie prestazioni al miglior offerente.
Appare per la prima volta in America quando viene ingaggiato da un'organizzazione criminale nota come Loro (una divisione dell'A.I.M.) per impossessarsi di un misterioso cilindro chiamato Inferno 42 contenente del materiale radioattivo, che era sotto la protezione dell'agente 13 dello S.H.I.E.L.D. ovvero la bella Sharon Carter. Quando questa venne attaccata da Batroc, in suo soccorso arrivò Capitan America, che lo sconfisse e ne mandò a monte i piani.
L'incontro con un formidabile lottatore come il Capitano inebriò Batroc, che da allora tentò più volte di sconfiggerlo in combattimento, da solo o in compagnia della sua brigata: difatti Batroc ha più volte ingaggiato altri mercenari per aiutarlo nelle sue imprese criminali, come ad esempio lo Spadaccino o il Laser Vivente, ma la maggior esperienza in combattimento dello Scudiero ha sempre avuto la meglio.
Nel corso degli anni diversi criminali hanno fatto parte della Brigata di Batroc, ma la formazione migliore fu quella che lo vide lottare al fianco dell'inglese Zaran e del sudamericano Machete, grazie ai quali una volta riuscì a sottrarre lo scudo al Capitano per rivenderlo a Obadiah Stane, celebre rivale di Tony Stark, che voleva ricavare dallo scudo di Cap il segreto per costruirsi un'armatura indistruttibile con la quale sconfiggere Iron Man.
Tuttavia Batroc rivelò a Cap il nome del suo cliente (cosa che un mercenario non dovrebbe mai fare) in cambio di un duello corpo a corpo, duello che, come al solito, perse.
Batroc è comunque guidato da un profondo senso dell'onore, che gli impedisce di uccidere innocenti o di sbarazzarsi di Cap utilizzando metodi disonesti: una volta, collaborando col brutale Mister Hyde, riuscì persino a catturare il Vendicatore, ma quando il suo socio decise di far schiantare la nave su cui stavano viaggiando contro il molo di New York, Batroc mandò a monte l'intera operazione e liberò Cap affinché lo aiutasse a sconfiggere Hyde.
Altro esempio della sua particolare lealtà fu quando, assieme a Machete e Zaran, collaborò col Barone Helmut Zemo alla ricerca della pietra di sangue: durante quest'avventura Capitan America si trovò in balia degli squali, e Batroc, che non voleva che un lottatore straordinario come Cap morisse in modo così inglorioso, lo aiutò ad aprirsi un varco tra i pericolosi animali.

### L'Iniziativa
Dopo Civil War pare che Batroc abbia deciso di arruolarsi, prendendo parte all'Iniziativa di Iron Man; il suo compito, insegnare le arti marziali alle nuove reclute.

### Ancora mercenario
Ha tuttavia ripreso la sua attività di mercenario, con un nuovo look: ingaggiato da un misterioso mandante cinese, ha rubato delle attrezzature dal centro di ricerca scientifica delle Nazioni Unite, scontrandosi con il nuovo Capitan America. Il materiale da lui rubato non sono altri che i resti della Torcia Umana originale, che il suo mandante vuole riciclare come una nuova, letale arma di distruzione di massa.

## Poteri e abilità
Batroc non è provvisto di superpoteri e non fa uso di armi (pur avendo avuto un addestramento militare presso la Legione Straniera) ma è un formidabile acrobata dotato di un'agilità straordinaria che non ha niente da invidiare a quella dei migliori acrobati al mondo e che come detto ha combinato con la conoscenza del savate. Come se non bastasse, tramite un intenso e costante allenamento ha portato la sua forza fisica allo stesso livello di quella di un pesista campione del mondo nella sua categoria di peso. Tutto ciò l'ha reso un lottatore a dir poco straordinario, considerato tra i più valenti del suo pianeta e un difficile avversario anche per un super soldato come Capitan America.

## Altre versioni
- Batroc fa una breve comparsa anche nel crossover Vendicatori/JLA, dove viene evocato da Krona per affrontare un altro celebre combattente, Batman, venendo sconfitto dal "Cavaliere Oscuro" che però riconosce il suo valore come lottatore.
- Nell'Universo Ultimate Batroc è un ladro di gioielli[2].
- Nell'universo MC2 compare la versione futura di Batroc il Saltatore, divenuto un boss del crimine[3].
- Batroc compare nella serie Marvel Zombi[4].
- In House of M Batroc è membro dei Signori del male di Hood[5] e viene ucciso da Toad e due agenti dello S.H.I.E.L.D.[6].

## Altri media

### Cinema

#### Marvel Cinematic Universe
- Batroc esordisce nel Marvel Cinematic Universe nel film del 2014 Captain America: The Winter Soldier, dove è interpretato dal lottatore di MMA Georges St-Pierre.

### Televisione
- Batroc è un personaggio ricorrente di The Marvel Super Heroes.
- Nella serie animata del 2009 Super Hero Squad Show Batroc compare in un episodio.
- Batroc il Saltatore è presente nella serie Black Panther.
- Il personaggio ha un cameo visivo in un episodio di Avengers - I più potenti eroi della Terra.
- In Ultimate Spider-Man Batroc compare come antagonista minore ricorrente.
- Georges St-Pierre riprende i panni del personaggio nella miniserie televisiva del Marvel Cinematic Universe The Falcon and the Winter Soldier, disponibile in streaming su Disney+.
- Il personaggio è presente nella prima serie animata dell'MCU su Disney+ What If...?.

### Videogiochi
- Batroc è un personaggio del videogioco online Marvel: Avengers Alliance[7]